# Panurginus clarus
Panurginus clarus är en biart som först beskrevs av Warncke 1987.  Panurginus clarus ingår i släktet bergsbin, och familjen grävbin. Inga underarter finns listade i Catalogue of Life.